# Fyodor Smolov
Fyodor Mikhaylovich Smolov (tiếng Nga: Фёдор Миха́йлович Смо́лов, IPA: [ˈfʲɵdər mʲɪˈxajɫəvʲɪtɕ ˈsmoɫəf], sinh ngày 9 tháng 2 năm 1990) là cầu thủ bóng đá chuyên nghiệp người Nga thi đấu ở vị trí tiền đạo cho câu lạc bộ Dynamo Moscow tại Russian Premier League và Đội tuyển bóng đá quốc gia Nga.

## Thống kê sự nghiệp

### Câu lạc bộ
Tính đến 7 tháng 7 năm 2020
| Câu lạc bộ                | Mùa giải            | Giải đấu               | Giải đấu | Giải đấu | Cúp quốc gia | Cúp quốc gia | Châu Âu | Châu Âu | Tổng cộng | Tổng cộng |
| Câu lạc bộ                | Mùa giải            | Hạng                   | Trận     | Bàn      | Trận         | Bàn          | Trận    | Bàn     | Trận      | Bàn       |
| ------------------------- | ------------------- | ---------------------- | -------- | -------- | ------------ | ------------ | ------- | ------- | --------- | --------- |
| Dynamo Moscow             | 2007                | Russian Premier League | 3        | 0        | 0            | 0            | —       | —       | 3         | 0         |
| Dynamo Moscow             | 2008                | Russian Premier League | 7        | 1        | 1            | 0            | —       | —       | 8         | 1         |
| Dynamo Moscow             | 2009                | Russian Premier League | 18       | 0        | 3            | 1            | 2       | 0       | 23        | 1         |
| Dynamo Moscow             | 2010                | Russian Premier League | 2        | 0        | 0            | 0            | —       | —       | 2         | 0         |
| Dynamo Moscow             | 2011–12             | Russian Premier League | 23       | 2        | 1            | 0            | —       | —       | 24        | 2         |
| Dynamo Moscow             | 2013–14             | Russian Premier League | 13       | 0        | 1            | 0            | —       | —       | 14        | 0         |
| Dynamo Moscow             | 2014–15             | Russian Premier League | 2        | 0        | 0            | 0            | 1       | 0       | 3         | 0         |
| Dynamo Moscow             | Tổng cộng           | Tổng cộng              | 68       | 3        | 6            | 1            | 3       | 0       | 77        | 4         |
| Feyenoord (mượn)          | 2010–11             | Eredivisie             | 11       | 0        | 1            | 0            | 2       | 0       | 14        | 0         |
| Anzhi Makhachkala (mượn)  | 2012–13             | Russian Premier League | 15       | 0        | 3            | 0            | 8       | 1       | 26        | 1         |
| Anzhi Makhachkala (mượn)  | 2013–14             | Russian Premier League | 11       | 2        | 0            | 0            | 4       | 0       | 15        | 2         |
| Anzhi Makhachkala (mượn)  | Tổng cộng           | Tổng cộng              | 26       | 2        | 3            | 0            | 12      | 1       | 41        | 3         |
| Ural Yekaterinburg (mượn) | 2014–15             | Russian Premier League | 22       | 8        | 1            | 0            | —       | —       | 23        | 8         |
| Krasnodar                 | 2015–16             | Russian Premier League | 29       | 20       | 3            | 1            | 12      | 3       | 44        | 24        |
| Krasnodar                 | 2016–17             | Russian Premier League | 22       | 18       | 1            | 1            | 8       | 6       | 31        | 25        |
| Krasnodar                 | 2017–18             | Russian Premier League | 22       | 14       | 0            | 0            | 2       | 0       | 24        | 14        |
| Krasnodar                 | 2018–19             | Russian Premier League | 2        | 1        | 0            | 0            | 0       | 0       | 2         | 1         |
| Krasnodar                 | Tổng cộng           | Tổng cộng              | 75       | 53       | 4            | 2            | 22      | 9       | 101       | 64        |
| Lokomotiv Moscow          | 2018–19             | Russian Premier League | 22       | 6        | 4            | 1            | 3       | 0       | 29        | 7         |
| Lokomotiv Moscow          | 2019–20             | Russian Premier League | 14       | 3        | 0            | 0            | 4       | 0       | 19        | 4         |
| Lokomotiv Moscow          | Tổng cộng           | Tổng cộng              | 36       | 9        | 4            | 1            | 7       | 0       | 48        | 11        |
| Celta Vigo (mượn)         | 2019–20             | La Liga                | 14       | 2        | 0            | 0            | —       | —       | 14        | 2         |
| Tổng cộng sự nghiệp       | Tổng cộng sự nghiệp | Tổng cộng sự nghiệp    | 252      | 78       | 19           | 4            | 46      | 10      | 318       | 93        |

### Quốc tế
| Đội tuyển quốc gia | Năm       | Trận | Bàn |
| ------------------ | --------- | ---- | --- |
| Nga                |           |      |     |
| 2012               | 1         | 1    |     |
| 2013               | 4         | 1    |     |
| 2015               | 5         | 2    |     |
| 2016               | 9         | 2    |     |
| 2017               | 9         | 5    |     |
| 2018               | 9         | 1    |     |
| 2019               | 2         | 2    |     |
| 2021               | 5         | 2    |     |
| Tổng cộng          | Tổng cộng | 44   | 16  |

### Bàn thắng quốc tế
Bàn thắng và kết quả của Nga được để trước.
| #   | Ngày                 | Địa điểm                                       | Đối thủ       | Bàn thắng | Kết quả | Giải đấu                 |
| --- | -------------------- | ---------------------------------------------- | ------------- | --------- | ------- | ------------------------ |
| 1.  | 14 tháng 11 năm 2012 | Sân vận động Kuban, Krasnodar, Nga             | Hoa Kỳ        | 1–0       | 2–2     | Giao hữu                 |
| 2.  | 19 tháng 11 năm 2013 | Sân vận động Zabeel, Dubai, UAE                | Hàn Quốc      | 1–1       | 2–1     | Giao hữu                 |
| 3.  | 8 tháng 9 năm 2015   | Sân vận động Rheinpark, Vaduz, Liechtenstein   | Liechtenstein | 5–0       | 7–0     | Vòng loại Euro 2016      |
| 4.  | 17 tháng 11 năm 2015 | Olimp-2, Rostov-on-Don, Nga                    | Croatia       | 1–0       | 1–3     | Giao hữu                 |
| 5.  | 26 tháng 3 năm 2016  | Otkrytiye Arena, Moscow, Nga                   | Litva         | 1–0       | 3–0     | Giao hữu                 |
| 6.  | 6 tháng 9 năm 2016   | Sân vận động Lokomotiv, Moscow, Nga            | Ghana         | 1–0       | 1–0     | Giao hữu                 |
| 7.  | 5 tháng 6 năm 2017   | Groupama Arena, Budapest, Hungary              | Hungary       | 1–0       | 3–0     | Giao hữu                 |
| 8.  | 17 tháng 6 năm 2017  | Sân vận động Krestovsky, Saint Petersburg, Nga | New Zealand   | 2–0       | 2–0     | Confed Cup 2017          |
| 9.  | 7 tháng 10 năm 2017  | VEB Arena, Moscow, Nga                         | Hàn Quốc      | 1–0       | 4–2     | Giao hữu                 |
| 10. | 14 tháng 11 năm 2017 | Sân vận động Krestovsky, Saint Petersburg, Nga | Tây Ban Nha   | 1–2       | 3–3     | Giao hữu                 |
| 11. | 14 tháng 11 năm 2017 | Sân vận động Krestovsky, Saint Petersburg, Nga | Tây Ban Nha   | 3–3       | 3–3     | Giao hữu                 |
| 12. | 27 tháng 3 năm 2018  | Sân vận động Krestovsky, Saint Petersburg, Nga | Pháp          | 1–2       | 1–3     | Giao hữu                 |
| 13. | 8 tháng 6 năm 2019   | Mordovia Arena, Saransk, Nga                   | San Marino    | 7–0       | 9–0     | Vòng loại Euro 2020      |
| 14. | 8 tháng 6 năm 2019   | Mordovia Arena, Saransk, Nga                   | San Marino    | 8–0       | 9–0     | Vòng loại Euro 2020      |
| 15. | 7 tháng 9 năm 2021   | Otkrytiye Arena, Moscow, Nga                   | Malta         | 1–0       | 2–0     | Vòng loại World Cup 2022 |
| 16. | 11 tháng 11 năm 2021 | Sân vận động Krestovsky, Saint Petersburg, Nga | Síp           | 2–0       | 6–0     | Vòng loại World Cup 2022 |